# Calathea lasiophylla
Calathea lasiophylla är en strimbladsväxtart som beskrevs av H.A.Kenn. Calathea lasiophylla ingår i släktet Calathea och familjen strimbladsväxter. Inga underarter finns listade.